# Kalevala (by)
Kalevala (russisk: Калевала, tr. Kalevala; karelsk: Kalevala) er en mindre by i Republikken Karelija i Den Russiske Føderation. Byen hed Ukhta indtil 1963. Kalevala har 3.417(2023) indbyggere.

## Geografi
Byen ligger på den nordlige bred af søen Sredneje Kujto, 550 km nordvest for Petrosavodsk og 182 kilometer vest for Kem.

## Historie
Under Fortsættelseskrigen (1941-1944) var byen besat af finske styrker.